# Палиастоми (фильм)
«Палиастоми» — советский фильм 1963 года снятый на киностудии «Грузия-фильм» режиссёром Семёном Долидзе по рассказу «Озеро Палиастоми» (1891) писателя Эгнате Ниношвили.

## Сюжет
Бедный грузинский крестьянин Иване живёт на берегу озера Палиастоми. Несмотря на упорный труд нелегка жизнь под тяжёлым гнётом социального неравенства: долги перед сборщиками налогов, долги за аренду земли помещикам. Его сын Нико учился в городе, но из-за отсутствия средств вынужден был оставить учёбу. Надежды на будущее Иване — продажа заготовленного леса, тогда можно будет расплатиться по долгам, справить приданое дочери, оплатить учёбу сына. Отец и сын собирают плот и отправляются по озеру в Поти. Но поднимается ураган, и оба погибают в волнах шторма.

## В ролях
- Серго Закариадзе — Иване
- М. Джибладзе — Нико
- Дудухана Церодзе — Эка
- Зейнаб Боцвадзе — Фати
- Вахтанг Нинуа — Кация
- Нугзар Шария — Датико
- Светлана Чачава — Цира
- Варлам Цуладзе — Бесарион
- Лазарь Казаишвили — Алмасхан
- Читолия Чхеидзе — тётя Мамо
- Меги Цулукидзе — княжна
- Гурам Сагарадзе — семинарист
- Ираклий Учанейшвили — офицер

## Критика
Этот фильм снял Сико Долидзе по своему же сценарию. Рассказ настолько невелик, что на его основе трудно снять полнометражный фильм. Кинодраматург расширил сюжет рассказа, не изменив его канвы и направления. Образы героев и картина тяжелой крестьянской жизни раскрываются через авторское повествование или в диалогах персонажей.— Грузинская литература XIX века в кинодраматургии / Ж. Н. Квливидзе. — Мецниереба, 1989. — 61 с. — с. 15

Проделав очень большую работу, чтобы объединить в одно целое различные рассказы, различные сюжетные линии, автор сценария и режиссер не ушел от иллюстративности. Полвека, отделяющие нас от событий «Палиастоми», создателями фильма так и не пройдены. Лишь в некоторых случаях удается им преодолеть холодность киноиллюстрации.— Полвека назад в Палиастоми // Советский экран, 1964